# Красне (Луганський район)
Кра́сне — село в Україні, у Молодогвардійській міській громаді Луганського району Луганської області. Населення становить 516 осіб.

## Географія
Географічні координати: 48°22' пн. ш. 39°30' сх. д. Часовий пояс — UTC+2. Загальна площа села — 3,002 км².
Село розташоване у східній частині Донбасу за 7 км від села Новоганнівка. Через село протікає річка Луганчик.

## Історія
Перша назва: село Церковне, походить від найменування балки «Церковний Яр». Поселення засноване в другій половині XVIII століття на правах рангової дачі поручиком Сребреницьким, згодом ці землі відійшли А. М. Бабіну.
У другій половині XIX століття в селі проживало 236 чоловіків і 247 жінок. Сучасна назва утворена в традиції утворення назви в радянську епоху від слова «красный» (революційно-новий) шляхом перейменування першої назви.

### Війна на сході України
У 2014 році під час війни на Донбасі біля селища точилися бої.

## Населення
За даними перепису 2001 року населення села становило 516 осіб, з них 77,52% зазначили рідною українську мову, 19,77% — російську, а 2,71% — іншу.

## Пам'ятки
- Свято-Введенський храм Української Православної церкви Луганської єпархії;
- Братська могила радянських воїнів (вул. Леніна, біля клубу).